# Macromia viridescens
Macromia viridescens är en trollsländeart som beskrevs av Tillyard 1911. Macromia viridescens ingår i släktet Macromia och familjen skimmertrollsländor. IUCN kategoriserar arten globalt som otillräckligt studerad. Inga underarter finns listade i Catalogue of Life.